# Polia propodea
Polia propodea är en fjärilsart som beskrevs av Mccabe 1980. Polia propodea ingår i släktet Polia och familjen nattflyn. Inga underarter finns listade i Catalogue of Life.